# Wilhelm Grosse (Schauspieler)
Wilhelm Karl Theodor Grosse (geboren 2. Oktober 1873 in Nöschenrode; gestorben 19. Januar 1946 in Berlin) war ein deutscher Schauspieler.

## Leben
Wilhelm Grosse war ein Sohn des Steinbildhauers Hermann Grosse und seiner Ehefrau Minna, geb. Hintze. Er begann als Sänger und Schauspieler am Theater in Friedrichroda und spielte weiters an anderen kleineren Bühnen. 1895 erhielt er ein Engagement am Residenztheater Wiesbaden. 1896 ging er nach Berlin und von dort an das Schauspielhaus München und das Gärtnerplatz-Theater. Grosse fungierte auch als Spielleiter und Dramaturg. Er spielte auch in Bremen und Straßburg und kam danach wieder nach Berlin.
Sein erster Film war 1936 die Rolle eines Zuschauers in der Filmkomödie Glückskinder. Grosse stand 1944 in der Gottbegnadeten-Liste des Reichsministeriums für Volksaufklärung und Propaganda. Noch 1945 war er an dem nicht mehr fertiggestellten Propagandafilm Das Leben geht weiter beteiligt.
Wilhelm Grosse war von 1911 bis zu ihrem Tod 1918 mit Margarete Böse und ab 1926 mit der Klavierlehrerin Käthe Held verheiratet. Er starb 1946 in Berlin.

## Filmografie (Auswahl)
- 1936: Glückskinder
- 1938: Der Fall Deruga
- 1939: Der grüne Kaiser
- 1940: Der Fuchs von Glenarvon
- 1940: Für die Katz’
- 1941: Der Gasmann
- 1941: Jungens
- 1941: Jakko
- 1943: Großstadtmelodie
- 1945: Das Leben geht weiter